# فرنسيس توماس إيفانز سينيور
فرنسيس توماس إيفانز سينيور (بالإنجليزية: Francis Thomas Evans, Sr.)‏ هو ضابط أمريكي، ولد في 3 يونيو 1886 في ديلاوير في الولايات المتحدة، وتوفي في 14 مارس 1974.